# Bermatingen
Bermatingen település Németországban, azon belül Baden-Württembergben. Lakosainak száma 4302 fő (2023. december 31.).

## Népesség
A település népessége az elmúlt években az alábbi módon változott:
| Lakosok száma | 3319 | 4008 | 4027 | 4042 | 4177 | 4302 |
|               | 1975 | 2017 | 2019 | 2021 | 2022 | 2023 |